# Erla of Sweden
Erla of Sweden är ett svenskt klädmärke som sedan 2014 ägs av Fashion Partner Group i Borås.
Varumärket härstammat från Erlabolaget, Erikson & Larsson AB som grundades 1892 och försattes i konkurs 1982. I Erlabolget ingick även varumärket Elson.